# جيوفاني فيلدر
جيوفاني فيلدر (بالألمانية: Giovanni Felder) (و. 1958 – م) هو رياضياتي، وفيزيائي من سويسرا .